# Українська футбольна діаспора
Українська футбольна діаспора — гравці українського походження, що грали в закордонних чемпіонатах (зокрема, Австралії, Європи, Канади, США та Латинської Америки).

## Історико-футбольна довідка
Ведучи мову про історію «зовнішнього» футболу України, не можна не згадати українську діаспору в різних куточках планети. Найбільших успіхів українські команди досягли у Північній Америці, були вони в Австралії, їхні поодинокі виступи зустрічаються в чемпіонатах Аргентини, Бразилії та Уругваю.
Можна говорити різне щодо розвитку футболу в Австралії, Канаді, США, але треба пам'ятати про перемогу збірної США на чемпіонаті світу 1950 року над збірною Англії з рахунком 1:0. До речі, у тому матчі грав за США гравець УСО «Тризуб» (Філадельфія), етнічний німець Волтер (Вальтер) Бар.
Велика хвиля емігрантів після Другої світової війни, в тому числі й українців, стала поштовхом для організації етнічних спортивних товариств. Саме відсутність «свіжих» емігрантів із СРСР була причиною того, що українські клуби діаспори втратили ведучі позиції.
Можна з упевненістю говорити, що етнічні команди дали великий поштовх розвитку футболу в колишніх англійських колоніях — Австралії, Канаді, США.

### Західна Німеччина
У травні 1948 року «Українська рада фізичної культури» (осередок в Аугсбурзі) організувала футбольний турнір — Олімпіаду між національними командами таборів переміщених осіб. В турнірі брали участь представники з України, Польщі, Угорщини, Югославії та Литви. Тренером збірної України став Володимир Кобзяр, який уславився виступами за СК «Русь» (Ужгород) і СТ «Україна» (Львів). Найкращі українські гравці були зібрані для тренувань з усіх теренів Німеччини до табору переміщених осіб Ґанґгофер-Зідлюнґ поблизу Регенсбургу.
Результати серії ігор Української збірної:
- Україна — Югославія 5:1
- Україна — Угорщина 5:1
- Україна — Польща 1:1
- Україна — Литва 4:4

За результатами серії ігор збірні Литви, Польщі й України набрали однакову кількість очок, тому організаційним комітетом Олімпіади було прийняте рішення про проведення додаткових ігор. 12 та 13 листопада в Мюнхені відбулися додаткові зустрічі, в яких Українська збірна з однаковим рахунком 5:1 перемогла опонентів і здобула чемпіонське звання та золоту медаль.
Склад збірної України — Микола Касіян (воротар), Л. Стасюк, С. Ходань, М. Дейчаківський (був травмований, в зустрічі з Литвою його замінив В. Кутний), І. Медведчук, С. Лютак, Р. Маркевич, В. Закалужний, В. Кобзяр, В. Гарасим, Б. Савка.

### Австралія
Чемпіонат проводиться з 1977 року, раніше були лише першості штатів, а Кубок розігрують із 1962 року.

#### Чемпіонат штату Вікторія
1956 року в 4-му дивізіоні штату (чемпіонат міста Мельбурн) з'явився УСК (Український спортивний клуб) «Леви» (Мельбурн). 1959-го, після реорганізації, УСК «Леви» брав участь у 2-му дивізіоні, тоді як у 4-му дивізіоні з'явилася інша команда нашої діаспори — УСК «Тризуб». У 1961—1965 роках УСК «Тризуб» змагався в 3-му дивізіоні, а УСК «Леви» став переможцем 2-го. У 1962—1971,1977 роках УСК «Леви» брав участь у 1-му дивізіоні штату Вікторія, але в призерах не був, найвище 5-е місце посів 1968-го. 1978 року УСК «Леви» розпався.
У 1956—1961 роках в Австралії проводився «Лейдлоу Кубок світу», чемпіонат етнічних народів Австралії. Виступи збірної української діаспори там такі:
- 1956 рік — 1/8 фіналу: Польща — 2-3;
- 1957 — 1/16 фіналу: Австрія — 3-4;
- 1958 — 1/8 фіналу: Італія — 0-4;
- 1959 — ?
- 1960 — 1/8 фіналу: Ірландія — 0-2;
- 1961 — 1/8 фіналу: Голландія — 0-4.

#### Чемпіонат штату Західна Австралія
УСК «Київ» (Перт) брав участь у 1-му дивізіоні цього штату в 1963, 65-х роках та з 1968 року. 1968 та 1977 років ставав срібним призером, а 1977-го — володарем Кубка. Ще в 1994 році, вже як «Інглвуд Юнайтед», СК завоював «срібло», але українців там не було.

### Канада
Національна соккер-ліга (1-й рівень). Змагання проводилися за принципом НХЛ: спочатку регулярні матчі (рег.), а потім — плей-офф (п-о).
СТ «Україна» (Торонто): 1951 (п-о), 53 (рег, п-о), 54 (рег), 55 (рег), 61 (п-о), 63 (п-о), 64 (рег., п-о), 65 (рег), 66 (рег).

#### Аматорські ліги штатів і міст Канади
- Футбольна ліга Монреаля — СТ «Україна» (Монреаль): 1949, 1950, 1956, 1958, 1961, 1965, 1969.
- чемпіонат провінції Квебек — СТ «Україна» (Монреаль): 1955, 1957, 1969, 1972, 1978, 1979, 1980.
- Кубок Канади — СТ «Україна» (Монреаль): 1957.

### США
Американська соккер-ліга II (існувала впродовж 1933—1983 років, у 1933—1967 роках, до утворення НАСЛ — це 1-й рівень чемпіонату США).
Переможці: УСО «Тризуб» (Філадельфія) / Філадельфія Юкрейніан Нешнлз — 1960/61, 1961/62, 1962/63, 1963/64, 1967/68, 1970.
Найкращі гравці ліги:
- УСО «Тризуб» (Філадельфія) / Філадельфія Юкрейніан Нешнлз:

1957/58 — Куденко Володимир;
1958/59 — Кулішенко Юрій;
1960/61 — Нога Михайло;
- УСВТ «Чорноморська січ» (Ньюарк):

1965/66 — Чижович Володимир;
1966/67 — Воробець Мирон.

#### Аматорські ліги штатів та міст США
Переможці:
- соккер-ліга Конектикуту — УСК (Бріджпорт): 1961/62;
- соккер-ліга Мінесоти — УСК «Київ» (Мінеаполіс): 1954/55, 69/70, 70/71;
- соккер-ліга Мічигану — УСТ «Черник» (Детройт): 1949/50, 50/51, 51/52, 52/53, 53/54, 55/56;
- соккер-ліга Меріленду — УАСТ «Дніпро» (Балтімор): 1971/72;
- соккер-ліга Нью-Джерсі — УСВТ «Чорноморська січ» (Ньюарк): 1955/56, 56/57, 62/63;
- соккер-ліга Огайо — УАСТ «Орлик» (Клівленд): 1950/51, УАСТ «Львів» (Клівленд): 1954/55;
- соккер-ліга Філадельфії — УСО «Тризуб» (Філадельфія) / Філадельфія Юкрейніан Нешнлз: 1955/56;
- соккер-ліга Чикаго — УАСТ «Леви» (Чикаго): 1952/53, 70/71, 71/72, 73/74, СК СУМ «Крила» (Чикаго): 1982/83;
- соккер-ліга Нью-Йорку — УСК 1949/50,52/53,54/55,64/65, 66/67.

#### Національний Кубок Виклику США
Переможці:
- УСО «Тризуб» (Філадельфія) / Філадельфія Юкрейніан Нешнлз: 1960, 1961, 1963, 1966;
- УСК (Нью-Йорк): 1965;

#### Міжнародні зустрічі
- 1960: УСО «Тризуб» (Філадельфія) / Філадельфія Юкрейніан Нешнлз — «Манчестер Юнайтед» (Англія) — 1:10 (1:1)[2],

УСО «Тризуб» (Філадельфія) / Філадельфія Юкрейніан Нешнлз — «Аустрія» (Австрія) — 2:2 (1:2);
- 1961: УСО «Тризуб» (Філадельфія) / Філадельфія Юкрейніан Нешнлз — «Штуттгарт» (ФРН) — 0:1;
- 1963: УСО «Тризуб» (Філадельфія) / Філадельфія Юкрейніан Нешнлз — «Вулвергемптон Вондерерз» (Англія) — 3:2;
- 1965: УСК (Нью-Йорк) — «Фіорентина» (Італія) — 1:5,

УСО «Тризуб» (Філадельфія) / Філадельфія Юкрейніан Нешнлз — «Ноттінгем Форест» (Англія) — 2:3;

#### Кубок чемпіонів КОНКАКАФ
У 1967 році УСО «Тризуб» (Філадельфія) / Філадельфія Юкрейніан Нешнлз брав участь у Кубку чемпіонів КОНКАКАФ:
- 1/4 фіналу — перемога над «Ян Мен Соціал Клуб» (Бермудські острови);
- 1/4 фіналу — «Альянс» ФК (Сальвадор) — 1-2,0-1.

### Інші країни
У чемпіонатах Аргентини та Бразилії українських команд не було, але за місцеві команди виступали футболісти українського походження.

## Найвідоміші футболісти української діаспори
- Банах Орест (Оррі), 31.03.1948 (Ульм, Німеччина), УАСТ «Леви» (Чикаго) 1966—67, 1972, «Беконс» (Бостон) 1968, «Бейс» (Балтімор) 1969, «Ганза» (Чикаго) 1969—70, «Старс» (Сент-Луїс) 1971, збірна США 4/0 (1969, 72). Його батько Омелян Банах грав за СТ «Україна» (Львів).
- Береза Мирон, СТ «Україна» (Торонто) 1950—55, 56—66, (УАСТ Рочестер) 1955—56, збірна Канади 2/0 (1957).
- Бородяк Іван (Джон) 1940 (Буенос-Айрес, Аргентина) — ? (США), «Талларес» 1958—59 та «Альмагро» (обидва — Аргентина) 1969, УСО «Тризуб» (Філадельфія) 1960—66, УСТ «Чорноморська січ» (Ньюарк) 1966—67, «Спартанс» (Філадельфія) 1966—68, «Стакерс» (Клівленд) 1968, «Бейс» (Балтімор) 1969, збірна США 1/0 (1964).
- Воробець Мирон, УСТ «Чорноморська січ» (Ньюарк) 1966— 67, збірна США 1/0 (1967).
- Закалюжний Володимир, СТ «Сян» (Перемишль), СТ «Україна» (Ульм) 1946—47, УСТ «Дністер» (Цуфенхаузен) 1947, УСТ «Січ» (Регенсбург) 1948 (останні три — це команди депортованих переселенців у Німеччині), «Фенікс» (Карлсруе) 1946—47, «Ян» (Регенсбург) 1949—50, «Швабен» (Аугсбург, усі — Німеччина) 1950—51, СТ «Україна» (Торонто) 1950—55, 57—60, УСК «Тризуб» (Торонто) 1956, СТ «Україна» (Монреаль), усі — Канада) 1960, УАСТ (Рочестер, США) 1955—56, збірна Канади 2/0 (1957).
- Краг Микола (Мік), 1943 (Україна), Мічиганський університет 1965—66, «Спурс» (Чикаго) 1967, «Старс» (Сент-Луїс) 1968, «Швабен» (Чикаго) 1972, УАСТ «Леви» (Чикаго) 1972—74, збірна США 14/0 (1968—1972).
- Кулішевич Юрій, УСО «Тризуб» (Філадельфія) 1957—60, збірна США 1/0 (1959).
- Літвяк Сергій, КФ «Емелек» (Еквадор) 1947—51, КД «Універсідад Католіка» (Чилі) 1957.
- Нога Микола (Мігель, Майкл), виступав за команди Аргентини, СТ «Україна» (Торонто), УАСТ «Леви» (Чикаго), УСО «Тризуб» (Філадельфія) 1959—64, збірна США 1/0 (1964).
- Сідельник Павло (Пауло), 1927 (Харківська область), УСТ «Дніпро» (Ганновер) 1946—47 (команда депортованих переселенців), «Жабакуара» (Санта-Андре) 1951—54, 1957—74, ФК «Сантос» (Сан-Пауло, обидва Бразилія) 1954—57.
- Снилик Зенон, 14.11.1933 (Путятинці, Рогатинський повіт) — 21.01.1992 (штат Нью-Джерсі, США), Рочестерський університет 1951—54, УАСТ (Рочестер) 1949—55, 1957, СТ «Україна» (Торонто) 1954, 1955, 1959, СТ «Україна» (Монреаль) 1955—57, УАСТ «Леви» (Чикаго) 1956, 1957, УСК (Нью-Йорк) 1958—61, УСВТ «Чорноморська січ» (Ньюарк) 1962—70, зіграв за національну збірну США 5 ігор (1956—1964), член олімпійської збірної США 13/0 (1956—1964), капітан збірної США на Олімпійських іграх 1956 року — 1 гра.
- Стецьків Остап, 1925 (Львів) — 2002 серпень (США), СТ «Україна» (Львів) 1939—43, команди депортованих переселенців у Австрії та Німеччині — ФК «Україна» (Зальцбург) 1946, ФК «Україна» (Ульм) 1946—4?, «Олімпік» (Ніцца) 1948—49, «Валансьєн» (Баланс) 1949—50, «Олімпік» (Ліон, усі — Франція) 1950— 51, СТ «Україна» (Торонто) 1951—55, 59—60, СТ «Україна» (Монреаль) 1955—59, УСК «Тризуб» (Торонто) 1956, УАСТ (Рочестер) 1955—56, УСО «Тризуб» (Філадельфія) 1959, збірна Канади 1/1 (1957).
- Тарнавський Володимир (Україна), СЕ «Порвенір», КА «Ньюеллс Олд Бойз» (Росаріо) 1957—60, КА «Сан-Лоренсо де Альмагро» (Буенос-Айрес) 1960—62, КА «Естудіантес» (Ла-Плата, усі — Аргентина) 1963, УСО «Тризуб» (Філадельфія) 1964—67, «Беконс» (Бостон) 1968.
- Чижович Володимир (Вальтер), 20.04.1937 (Самбір) — 2.09.1994 (США), Темплський університет 1957—59, УСО «Тризуб» (Філадельфія) 1958—68 із перервою, «Торонто Сіті» 1961—64, «Спартанс» (Філадельфія) 1967, УСВТ «Чорноморська січ» (Ньюарк) 1963—67, «Інтер» (Нью-Йорк) 1975, збірна США 3/0 (1964—1965), був тренером національної збірної США 1976-80 років, олімпійської 1980 року, молодіжної 1981 року. 1997 року був зачислений у Зал слави футболу США.

Така масова зміна клубів пов'язана з тим, що сезоном у США є осінь — весна, а в Канаді весна — осінь, тож коли міжсезоння в США, футболісти виступають за клуби Канади.

## Найвідоміші клуби української діаспори
- УСК (Український спортивний клуб) «Київ» (Перт), заснований 1951 року, іменувався «Інглевуд Київ», «Інглевуд Сокіл», а з 1978 року іменується «Інглевуд Юнайтед» СК, кольори — жовто-блакитні.
- УАСТ (Українсько-американське спортивне товариство) «Леви» (Чикаго), засноване восени 1949 року, також іменувалося УАСТ «Січ».
- УСК «Леви» (Мельбурн), заснований 1953 року.
- УСК (Нью-Йорк), заснований 1948 року.
- УСО (Український спортовий осередок) «Тризуб» (Філадельфія), заснований 1950 року[4]. Футбольна команда — Юкрейніан Нешнлз. Колір форми — червоно-чорний.
- СТ (Спортивне товариство) «Україна» (Торонто), засноване 30.06.1948, до 1948 року мало назву СК «Скала». Колір форми — червоно-чорний.
- СТ «Україна» (Монреаль), засноване 20.11.1949 року.
- УСВТ (Українське спортивно-виховне товариство) «Чорноморська січ» (Ньюарк), засноване 21.12.1924.